# 阿道羅河
13°37′59″N 39°08′56″E / 13.633°N 39.149°E

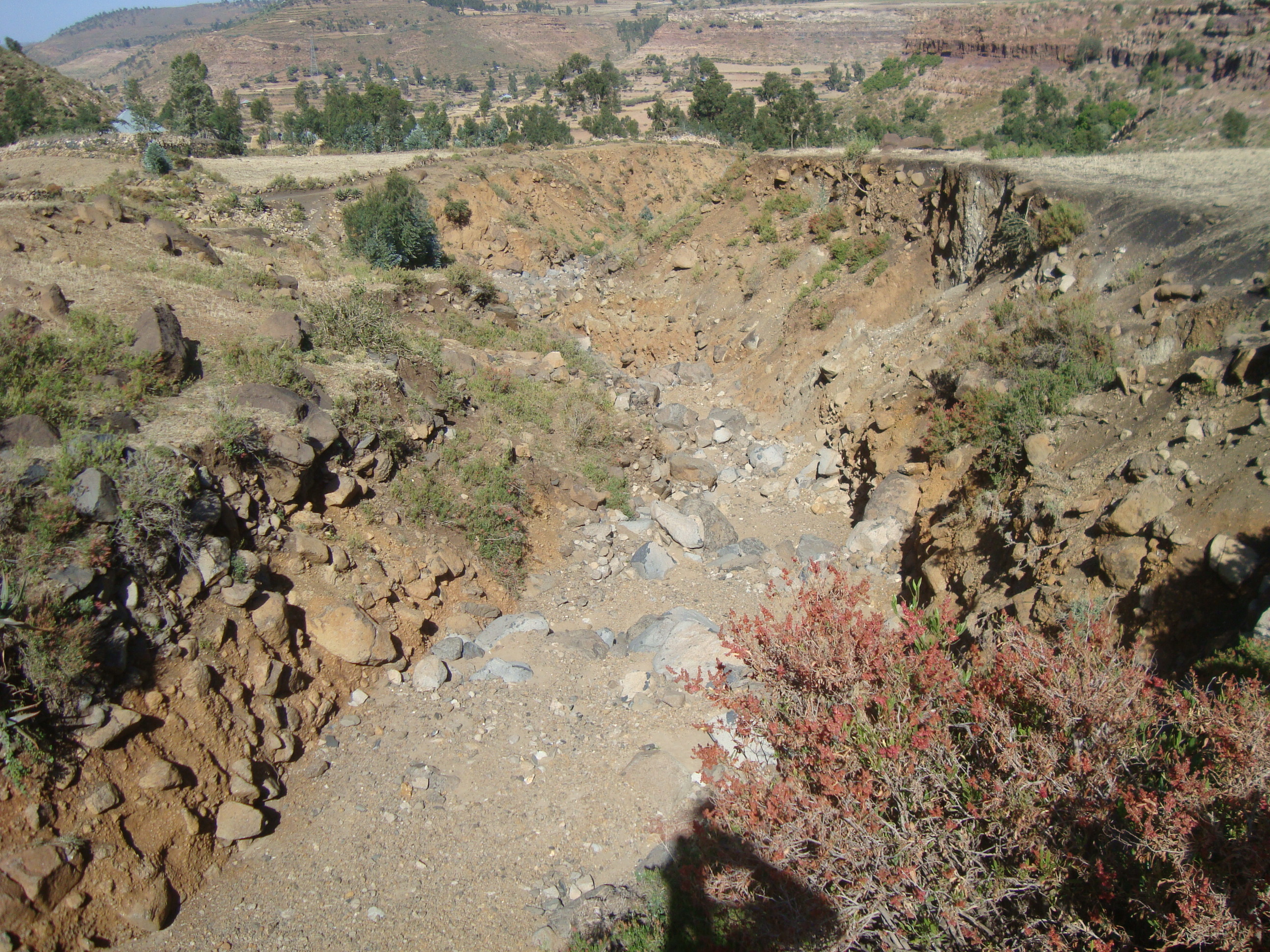

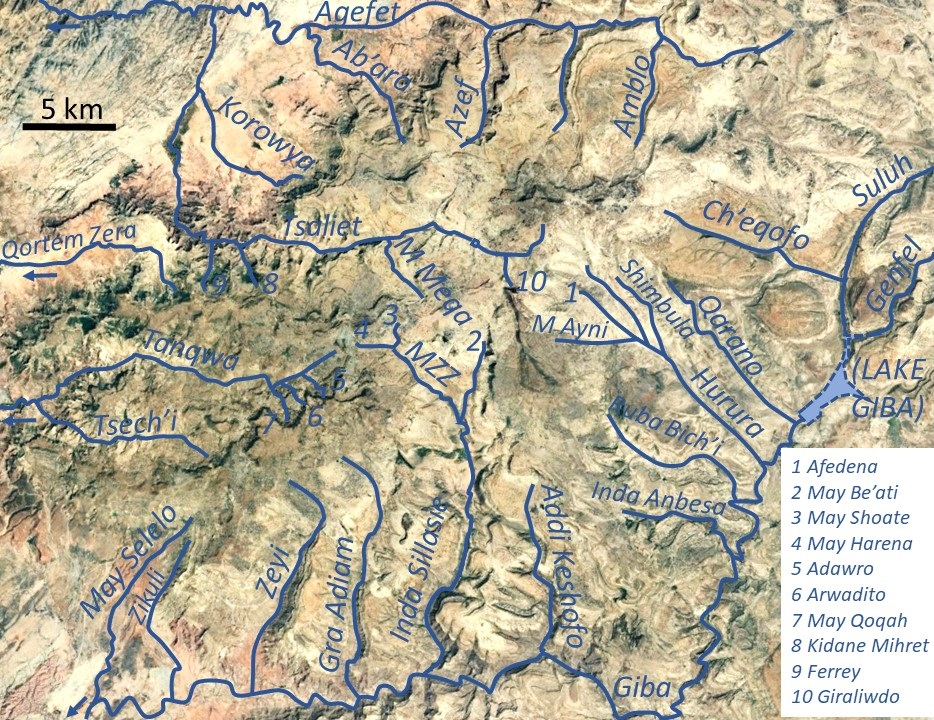

阿道羅河是埃塞俄比亞的河流，位於該國北部的提格雷州，屬於尼羅河流域的一部分。河道全長1.8公里，最終注入特克澤河上游。